# Toonavora spermatophaga
Toonavora spermatophaga is een vlinder uit de onderfamilie Olethreutinae van de familie bladrollers (Tortricidae). De wetenschappelijke naam van de soort is, als Anathamna spermatophaga, voor het eerst geldig gepubliceerd in 1976 door Alexey Diakonoff & John David Bradley. De combinatie in Toonavora werd door M. Horak in 2006 gemaakt.

## Type
- holotype: "male"
- instituut: BMNH, Londen, Engeland
- typelocatie: "Papua New Guinea, Moresby District, Bulolo"